# Walvis Bay

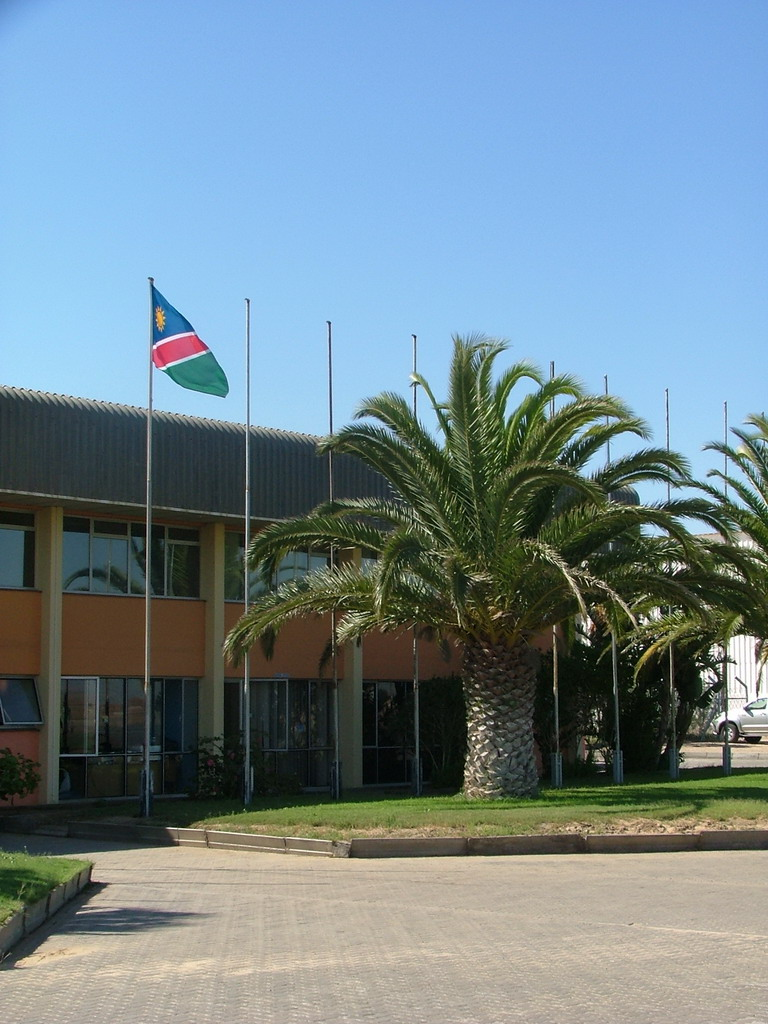
Aeroporto de Walvis Bay

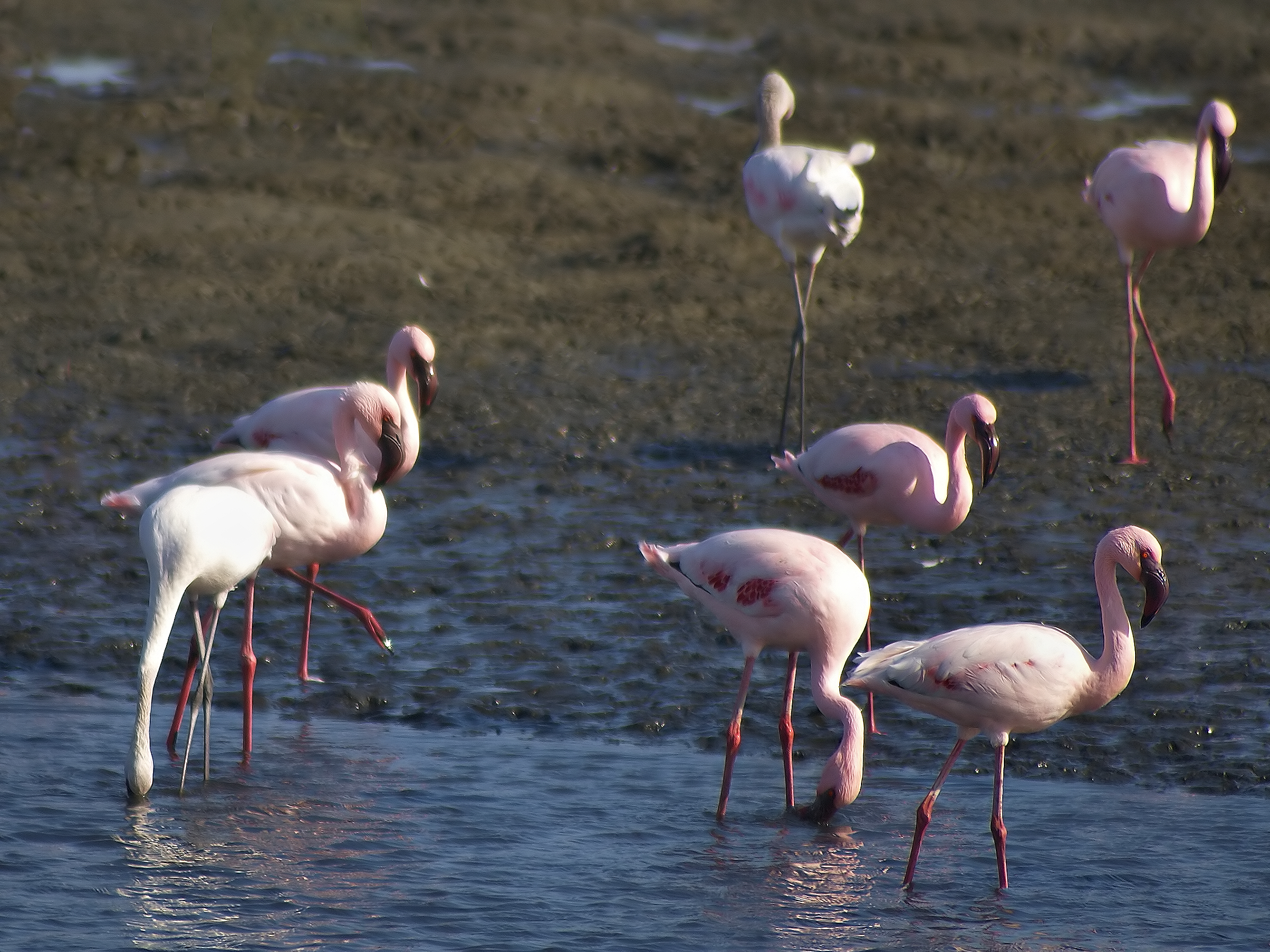
Flamingos-pequenos (Phoeniconaias minor) em Walvis Bay

Walvis Bay (do africâner Walvisbaai, que significa "Baía das Baleias"; em alemão, Walfischbucht) é uma importante cidade portuária na Namíbia.

## História

### Descoberta e ocupação
Em 1485, o navegador Português Diogo Cão chegou ao que chamou Cabo Cruz, 160 km a norte de Walvis Bay. Foi seguido por Bartolomeu Dias, que, em 8 de Dezembro de 1487, aportou com o navio Almirante São Cristóvão na baía, a qual denominou Golfo de Santa Maria da Conceição. Apesar das visitas, a região não foi reclamada para a coroa portuguesa.
A despeito de sua importância estratégica para a navegação e para a pesca, só em Janeiro de 1793 a região foi reclamada por uma potência europeia. No caso, pelos Países Baixos. Porém a administração neerlandesa durou menos de cem anos.

### Domínio inglês e Tratado de Berlim
Depois de ocuparem a neerlandesa Colónia do Cabo, os ingleses tomaram conta também do porto de Walvis Bay em 12 de Março de 1878.
Na sequência da Conferência de Berlim, em 1885, a Alemanha passou a administrar o território do Sudoeste Africano, mas a região do porto de mar continuou nas mãos dos ingleses, de acordo com o estabelecido em tal conferência. Em 1910, Walvis Bay, como parte da província do Cabo, passou a pertencer à recém-nascida União Sul-Africana. Nessa altura, levantou-se uma disputa com a Alemanha sobre as fronteiras do enclave, que foi resolvida no ano seguinte, ficando Walvis Bay a ter, oficialmente, uma área de 1 124 km².
Durante a Primeira Guerra Mundial, as forças armadas sul-africanas levaram os alemães a abandonar a área em 1915 e Walvis Bay foi integrada no Sudoeste Africano, para o qual a União Sul-Africana obteve o mandato da Liga das Nações, mas excluindo a área do porto, que passou a ser administrada pela província do Cabo em 1971.

### Integração na Namíbia
Em 1990, o Sudoeste Africano tornou-se independente com o nome de Namíbia, mas Walvis Bay continuou sob controle da África do Sul até 28 de Fevereiro de 1994. O acordo de cessão foi assinado oficialmente pelo governo de Nelson Mandela, passando ao domínio da Namíbia em 29 de fevereiro de 1994, juntamente com as ilhas Pinguins.

## Clima
O clima da cidade é árido, com temperaturas variando entre 10º e 25º graus Celsius.

## Localização
A cidade se situa entre o deserto da Namíbia e o oceano Atlântico, no litoral central do país.

## Língua
A língua oficial, como no resto do país, é o inglês. Contudo, outras línguas também são faladas, como africâner, ovambo, alemão, herero, nama, lozi, cuangali, tisuana, português e castelhano.